# En estado crítico
En estado crítico (título original: Critical Care) es una comedia cinematográfica de 1997 dirigida por Sidney Lumet y protagonizada por James Spader, Kyra Sedgwick, Helen Mirren.
La película está basada en una novela homónima escrita por Richard Dooling.

## Argumento
Dr. Werner Ernst es un joven doctor que dirige la unidad de cuidados intensivos de un importante hospital. La vida no le va mal del todo. Sin embargo uno de sus pacientes, el señor Potter, le hace cambiar su perspectiva de las cosas. Está en coma, técnicamente muerto, y dos hijas mantienen posturas distintas sobre lo que habría que hacer con él. Una de ellas dice que hay que desconectarle los aparatos que lo mantienen con vida artificialmente, mientras que la otra dice, que hay que utilizar todos los medios posibles para curarle.
Se diría que la postura de ambas hijas está dictada por el cariño, pero eso no corresponde a la realidad en lo más mínimo. Van a por su dinero, pues según cuándo muera, la herencia irá a una u otra.

## Reparto
| Actor            | Personaje        |
| ---------------- | ---------------- |
| James Spader     | Dr. Werner Ernst |
| Kyra Sedgwick    | Felicia Potter   |
| Helen Mirren     | Stella           |
| Anne Bancroft    | Monja            |
| Albert Brooks    | Dr. Butz         |
| Jeffrey Wright   | Cama Dos         |
| Margo Martindale | Connie Potter    |
| Wallace Shawn    | Hombre del horno |
| Philip Bosco     | Dr. Hofstader    |
| Colm Feore       | Wilson           |

## Producción
La película fue filmada en Toronto, situado en la provincia de Ontario, Canada.

## Recepción
Hoy en día la película ha sido valorada en portales cinematográficos y por críticos profesionales. En IMDb, con aproximadamente 2300 votos registrados, el filme obtiene una media ponderada de 5,9 sobre 10. En cuanto a Rotten Tomatoes, los más de 1000 votos registrados allí le dieron una valoración media de 2,9 de 5, mientras que los 17 críticos profesionales registrados allí le dieron una valoración media de 6,3 de 10. También cabe destacar, que en La Vanguardia el 61 % de los usuarios registrados allí le dan una valoración positiva.